# Compact-Ski

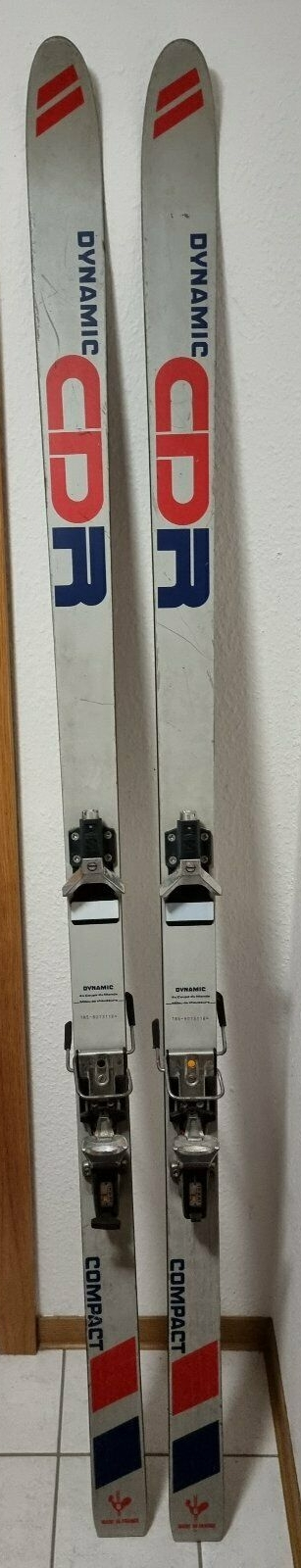
Compact-Ski vom Hersteller Dynamic mit Schriftzug „Compact“

Unter der Bezeichnung Compact-Ski oder auch Kompaktski kamen Ende der 1970er Jahre Skier für den Breitensport auf den Markt, die deutlich kürzer gefahren wurden als die derzeit sonst üblichen, sehr langen spurstabilen klassischen Alpinski. Der Hersteller Rossignol brachte seine ersten Compact-Skier in der Saison 1976/1977 auf den europäischen Markt.
Die empfohlene Länge der Compact-Ski lag, je nach Körpergewicht, etwa bei Körpergröße oder auch darunter. Im Unterschied dazu, wurden klassische Alpinski zu jener Zeit etwa 5 bis 15 cm über Körpergröße gefahren. Der kürzere Compact-Ski sollte es besonders für ungeübte Skifahrer erleichtern, die Skier bei Schwüngen zu beherrschen. Geübte Skifahrer fuhren, wegen der geringeren Spurtreue, meist keine Compact-Ski. Ende der 1970er Jahre bot nahezu jeder Hersteller zusätzlich zu den klassischen Alpinski auch Compact-Ski an. Diese waren millionenfach verbreitet und wurden in Fachzeitschriften beworben und diskutiert.
Compact-Ski verfügten jedoch über eine geringere oder gar nicht vorhandene Taillierung. Dadurch war das Drehen bei gekanteten Skiern erschwert und die Spurstabilität in der Kurve gering. Wegen der damit verbundenen vergleichsweise mäßigen Fahreigenschaften der Compact-Ski sind diese im Laufe der 1980er Jahre wieder vollständig vom Markt verschwunden und es setzten sich, auch für weniger geübte Skifahrer, wieder etwas längere Skier mit mehr Taillierung durch.
Kürzere Skier setzten sich danach erst in den 1990er Jahren mit den heute üblichen Carving-Ski durch, die aufgrund sehr starker Taillierung nicht die Nachteile der Compact-Ski haben.